# Albero rosso
(Piet Mondrian.)
Avond; De rode boom (Sera; l'albero rosso) è un quadro dipinto nel 1908/1909 da Piet Mondrian. È una rappresentazione artistica di un albero (un melo) in cui l'artista non si preoccupa del tronco o dei rami, bensì della loro forma e dei loro rapporti. Un segno deciso e di vario spessore evidenzia la struttura e cerca di impregnare nella composizione i rapporti che scaturiscono dai rami. I colori, prevalentemente rosso e blu, favoriscono tale semplificazione.
Attualmente è conservato nel museo municipale dell'Aia. 
Nell'opera il tronco nodoso e ruvido è chiazzato da striature rosse che, sui rami nudi, paiono fiammelle guizzanti. L'albero pare prima adagiarsi dolcemente a destra, assecondando linee a onde correnti; poi protende le punte di nuovo verso l'alto; a sinistra, invece, i rami sembrano accelerare la loro caduta, quasi pronti a immergersi nella terra.